# Plein et délié
Pour les articles homonymes, voir Plein.

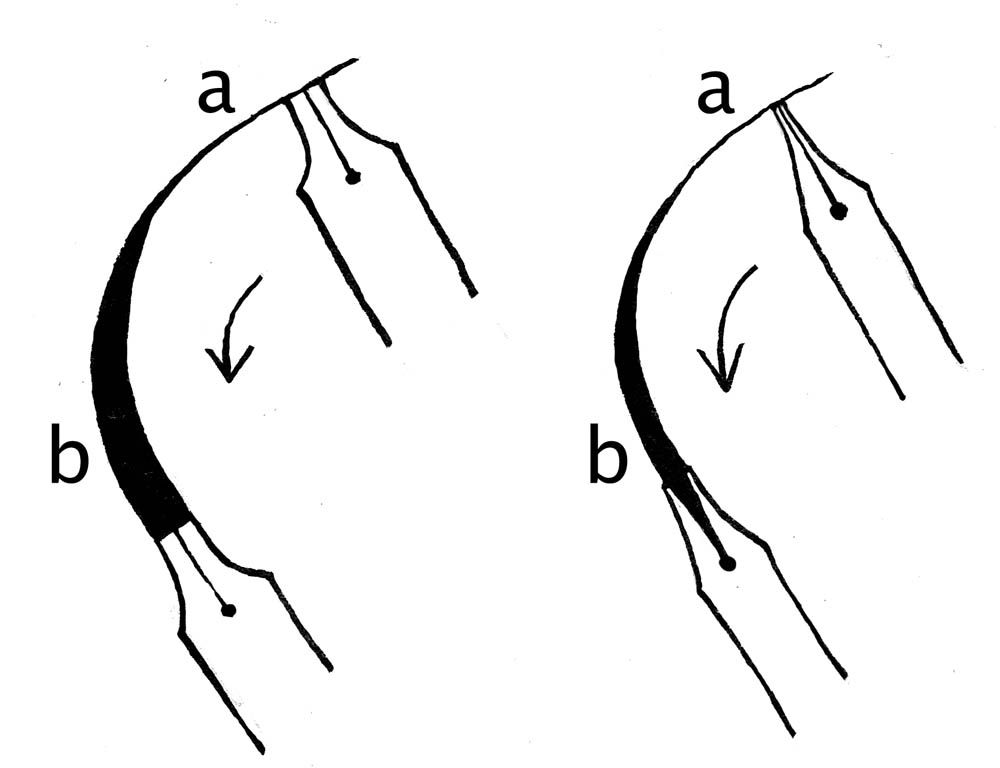
Schéma de tracé de délié (a) et de plein (b) avec un calame (gauche) et une plume (droite).

Police fortement contrastée entre pleins et déliés : le Didot.

À gauche, police comprenant des pleins et des déliés, contrairement à la typographie de droite.

En écriture manuscrite et en typographie, le plein et le délié correspondent respectivement aux tracés le plus épais et le plus fin d’une lettre. Le délié correspond à la largeur de ligne d'une plume tirée horizontalement, et a été reproduit par les typographes pour la création de caractères.

## Écriture manuscrite
Dans l’écriture manuscrite, pleins et déliés sont le résultat, d’une part, de la nature de l’outil d’écriture, et d’autre part, de la manière dont il est tenu : angle fixe ou variable par rapport à la ligne d’écriture, pression faible ou forte, vitesse du tracé.
Le calame est un outil d’écriture, roseau ou plume, taillé de façon à présenter une extrémité biseautée rectiligne et de largeur fixe, fendue longitudinalement mais présentant peu de souplesse : le délié (trait le plus fin) est obtenu en faisant avancer le calame dans le sens perpendiculaire à son axe (donc parallèlement à son extrémité taillée. Tenu de la main droite à 45 degrés d’inclinaison par rapport à la ligne de base, le trait le plus fin est une ligne à 45 degrés (montant de gauche à droite), en descendant, toujours de gauche à droite, le trait correspond à la largeur de l’extrémité taillée, c’est un plein. En descendant verticalement, le trait est moins large mais c’est toujours un plein. Selon l’angle du tracé, le trait sera donc d’épaisseur variable, par exemple dans un tracé circulaire ou arrondi. La pression n’entre pas en compte avec un calame ou équivalent. Les mêmes observations sont valables avec l’usage des gros feutres ou marqueurs qui présentent une extrémité large, et les petits feutres fins spéciaux pour la calligraphie qui ont aussi une extrémité droite ou biseautée. Les écritures au calame (ou équivalents) sont la plupart des écritures anciennes, rustica, quadrata romaines, caroline, onciales gothiques, chancelières, et pour les écritures classiques la ronde, la bâtarde, la coulée. On utilise parfois le calame en l’inclinant de manière à ne tracer qu’avec un  angle du bec, ce qui donne un trait fin fonctionnant dans toutes les directions : cette technique s’applique pour les ligatures, passes et ornements, plus rarement au tracé de la lettre elle-même.
La plume (plume d’oiseau préparée et taillée ou plume métallique usinée), pointue au bout, est fendue et présente un certain degré de souplesse : lorsqu’on appuie, les deux parties du bec tendent à s’écarter et l’encre s’écoule plus ou moins entre les deux parties du bec, créant des pleins et des déliés selon la pression et non selon l’angle. Cependant, le geste naturel de l’écriture, commandé par le ductus propre à chaque type d’écriture, fait qu’on exerce une pression variant à peu près dans les mêmes circonstances : on appuie peu en montant (et en « poussant » la plume au lieu de la « tirer »), car celle-ci risque d’accrocher le support. Au contraire, on appuie sur la plume en descendant et en la tirant vers soi, créant ainsi le plein. Les écritures à la plume fine correspondent aux écritures classiques telles les anglaises et les écritures scolaires.
Le pinceau est utilisé dans les écritures orientales et sa tenue soumise à de nombreuses règles. Il est peu utilisé dans le monde occidental, sinon pour des écritures fantaisie, des logotypes ou des titrages. Ses variations sont toujours personnelles selon le scripteur. Pression et vitesse interviennent, ainsi qu’une infime part de hasard : le pinceau peut tracer des traits extrêmement fins ou très chargés, pratiquement des aplats, et on peut se trouver à la limite des notions de plein et de délié.
À l’opposé, les outils d’écriture modernes, le stylo à bille et ses dérivés, les feutres, ont une extrémité pointue plus ou moins arrondie et donnent un trait constant et uniforme quelles que soient la direction et la pression : il n’y a donc ni pleins, ni déliés.

## Typographie
Les premiers caractères typographiques reprenaient le plus exactement possible l’écriture manuscrite en usage, le principe du plein et délié a donc été repris par les typographes pour la création de caractères, et ce pendant plusieurs siècles. Mais l’évolution du dessin des caractères, tout en adoptant des caractéristiques communes, s’est de plus en plus éloignée de l’écriture manuscrite. Désormais le caractère n’est pas écrit, il est dessiné, retravaillé, affiné. Le « geste calligraphique » n’existe plus, même si on tente de retrouver artificiellement sa spontanéité. On peut imaginer une utilisation des pleins et des déliés qui dépasse de loin ce qu’on pouvait obtenir au moyen de l’outil. Le plus grand contraste entre plein et délié en typographie correspond à la famille des didones (d’après les caractères créés par Didot au XIXe siècle). Au XIXe siècle, imitant la liberté laissée aux personnes qui utilisaient la lithographie, on voit apparaître des polices qui inversent totalement la position logique des pleins et des déliés. Des polices d’épaisseur constante, donc sans pleins ni déliés, ont été imaginées au début du XXe siècle, mais la plupart des caractères ultérieurement dessinés dans cet esprit conservent néanmoins une légère différence d’épaisseur, pour des raisons d’équilibre optique.